# Панчишин Андрій Зіновійович

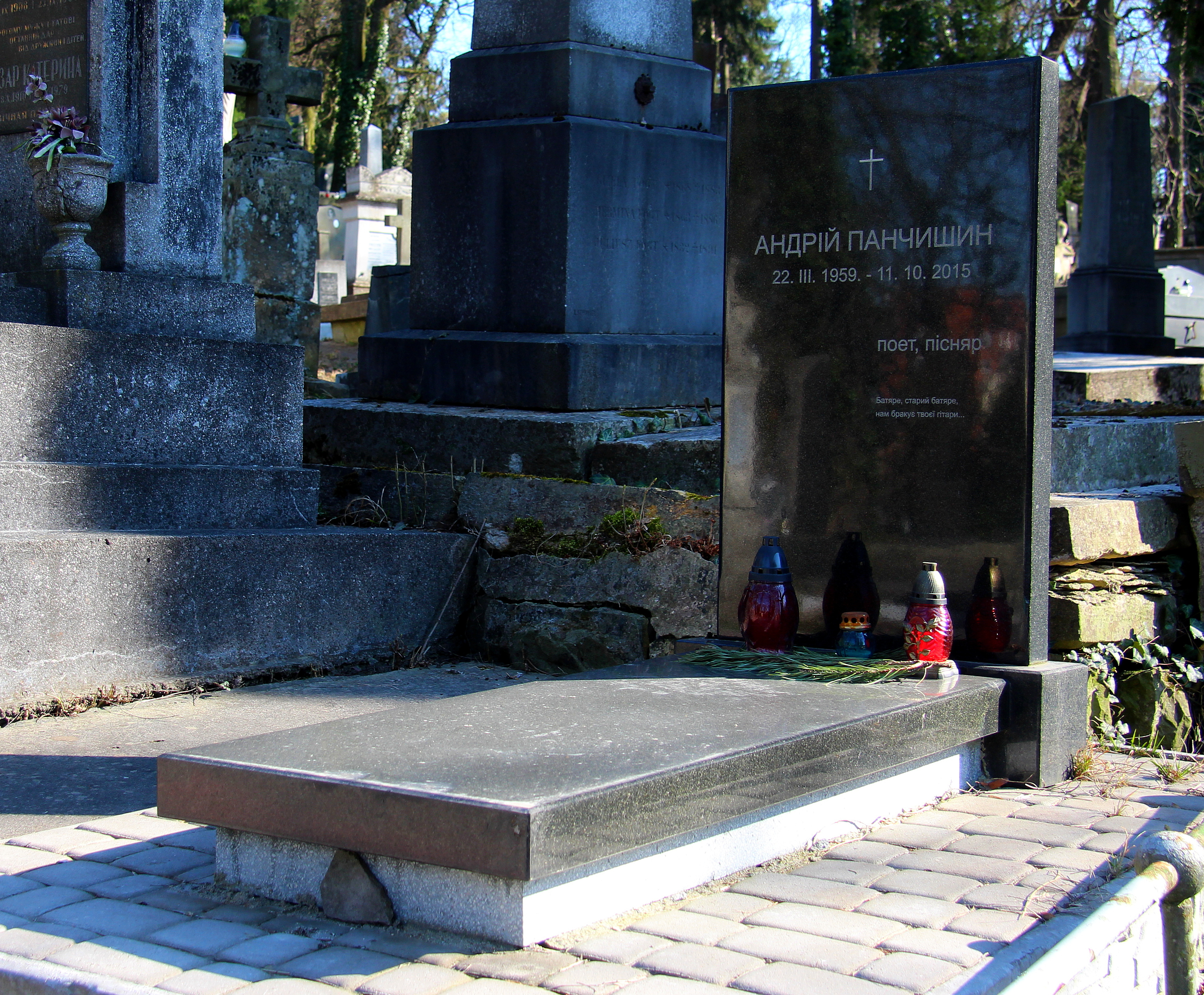

Андрі́й Зіно́війович Панчи́шин  (22 березня 1959, Львів — 11 жовтня 2015, Київ) — український бард, журналіст, поет, громадський діяч. Лауреат першого фестивалю «Червона рута» (1989, Чернівці). Депутат Львівської облради народних депутатів першого демократичного скликання (1991–1994).

## Життєпис
1981 — закінчив Львівський торгово-економічний інститут (інженерно-економічний факультет)
У першій половині 1980-х років почав писати власні пісні (зокрема, польською мовою) й виконував їх під гітару.
1986 — розпочав публічні виступи (під маркою львівського «Клубу творчої молоді»).
1987 — разом з Віктором Морозовим і Юрієм Винничуком заснував львівський театр-студію «Не журись!».
1992–1994 — редактор відділу інформації газети «Ратуша» (Львів)
1994—1995 — кореспондент «Медичної газети України»
1996 — кореспондент «Експрес-газети» (Львів)
Січень-травень 1997 — кореспондент відділу культури газети «День» (з того часу постійно проживав у Києві.
Травень 1997 — травень 1998 — провідний спеціаліст прес-відділу Фонду державного майна України.
З 1998 — редактор відділу інформації газети «Час».
2005 — разом з Віктором Морозовим і Юрієм Винничуком здійснив проект з відродження старих львівських батярських пісень і створення нових у батярському стилі. Їх виконували Віктор Морозов і «Батяр-бенд». 2014 року поет-бард видав свої «батярські» тексти у збірці «На вулиці Батярській». У продажу вона так і не з'явилася.
Грудень 2013 — січень 2014 — учасник Євромайдану, під час якого застудився й отримав «проблеми з нирками»; у цей же час у співавторстві з Віктором Морозовим створив аудіоальбом «Реффолюція».
Володів польською мовою.
Тіло кремували, прах 21 жовтня поховали на полі № 2 Личаківського цвинтаря.

## Творчий доробок
- збірки поезій «Пісні» (1989)(видана в Торонто(Канада), є в бібліотеці ім. Стефаника у Львові як дарунок), «Другий голос» (1990) видавництво «Молодь» в серії «Перша книжка поета» ~50 ст., формат <А5, «На вулиці Батярській» (2014), видавець "Автограф", Київ, 2013 р.,104с., 146×206 мм, м'яка палітурка, ISBN 966834907-1[5]
- сценарій музичного фільму «Не журись» (1989), музичної радіовистави «Три хрести» (1993), (солісти Наталя Мирна та Віктор Царан).
- авдіоальбоми «Звідкіля ідеш…» (1991), «Реффолюція» (2014)